# Абрамис, Иосиф Самуилович
Ио́сиф Самуи́лович Абра́мис (29 октября 1918 года — 29 сентября 1984) — советский хормейстер и дирижёр. Заслуженный артист Белорусской ССР (1963). Заслуженный деятель искусств БССР (1964).

## Биография
Окончил БелГК по классам валторны (1941) и оперно-симфонического дирижирования (1950). В 1936—1941 и 1945—1948 годах артист оркестра, в 1948—1950 годах главный хормейстер, в 1951—1979 годах дирижёр Государственного театра оперы и балета БССР. В 1979—1982 годах главный дирижёр Государственного театра музыкальной комедии БССР.

Участвовал в постановках балетов: «Доктор Айболит» (1951), «Спящая красавица» (1954), «Корсар» (1957), «Эсмеральда» (1958), «Баядерка» (1959); «Мечта» Глебова (1961), «Сказка о мёртвой царевне и семи богатырях» Дешёвова (1960), «Дон Кихот» (1962), «Спартак» (1964), «Жизель» (1968) и др.
С 1982 года преподавал в Белорусской консерватории.
Похоронен вместе с супругой на Северном кладбище в Минске (участок 82).